# José Cardoso da Silva
José Cardoso da Silva (Vilar, Vila do Conde, 9 de Julho de 1936 - Porto, 6 de Abril de 2012) foi um médico, oncologista e cirurgião português, que se notabilizou na área oncológica, em algumas das mais importantes instituições de saúde de Portugal.

## Biografia
Em 1963 formou-se na Faculdade de Medicina da Universidade do Porto  e tornou-se num dos grandes nomes da medicina oncológica do país. Foi considerado um dos maiores peritos em oncologia, numa escolha levada a cabo por 50 médicos, no âmbito de um trabalho da revista Sábado.
De 1964-65 foi assistente convidado de Anatomia Descritiva na universidade onde se licenciou, foi interno/residente de cirurgia no IPOFG - Lisboa de 1965 a 1966 e assistente de cirurgia no mesmo centro regional oncológico, de 1968 a 1974.
Em 1966 interrompeu a sua atividade clínica, dada a sua mobilização para Angola como Tenente Meliciano Médico, durante dois anos.
Desempenhou várias funções na área da educação: foi professor de cirurgia na Escola Técnica de Enfermagem do IPOFG - Lisboa e lecionou «Prevenção de Cancro» na Escola de Enfermagem de Saúde Pública de Lisboa.
Pioneiro dos cuidados paliativos em Portugal, José Cardoso da Silva dedicou-se de corpo e alma a vários desígnios, sempre na defesa do doente.

## Instituto Português de Oncologia do Porto
Ao longo de 19 anos, José Cardoso da Silva desempenhou o cargo de diretor clínico do Instituto Português de Oncologia do Porto Francisco Gentil (IPOFG - Porto), entre os anos de 1974 e de 1993. Também presidiu à Liga Portuguesa Contra o Cancro, entre 1990 e 1992 e, posteriormente, ao Núcleo Regional do Norte daquela organização, a partir de 1977 e até 2003.

## Sociedade Portuguesa de Senologia e Patologia Mamária
José Cardoso da Silva também desempenhou funções na Sociedade Portuguesa de Senologia e Patologia Mamária, entre os anos de 1992 e 1994, sendo um dos membros fundadores daquela sociedade. Este organismo nasceu em 1989, juntando médicos de diferentes especialidades e regiões do país.

## Primeira unidade de cuidados paliativos
Enquanto responsável máximo do Núcleo Regional do Norte da Liga Portuguesa Contra o Cancro, José Cardoso da Silva impulsionou a construção da primeira unidade de cuidados paliativos do país (no Porto). Através desta mesma organização, mas como dirigente nacional, deu um contributo importante à área da educação para a saúde.
Recorde-se que foi em 1974 que surgiu no panorama do tratamento oncológico português o IPOFG - Porto, centro de referência ao qual José Cardoso da Silva depressa criou uma ligação, para além de dirigir os seus destinos clínicos: pertenceu à comissão instaladora  e foi também diretor do departamento de oncologia cirúrgica II até Maio de 2001, data da sua aposentação.

## Outros organismos
José Cardoso da Silva foi membro de vários organismos, como a Sociedade Portuguesa de Cirurgia, Sociedade Portuguesa de Oncologia (membro fundador ) e Sociedade Internacional de Senologia, que também presidiu (1998-1999). Foi, igualmente, membro honorário da European Association for Cancer Education, tendo sido eleito membro honorário da Sociedade Brasileira de Cancerologia em 1998 e presidente honorário do V Congresso Luso-Brasileiro de Mastologia (Brasília, Outubro de 2000).
Foi eleito sócio correspondente da Academia Portuguesa de Medicina, tendo participado em inúmeros colóquios sobre Ética Médica, no âmbito da Pastoral da Saúde e a convite do Centro de Estudos de Bioética (Coimbra). Integrou o comité científico de revistas médicas nacionais e do European Journal of Surgical Oncology.

## Condecorações
José Cardoso da Silva recebeu duas medalhas de mérito, uma em 2002 e outra em 2010. A primeira colocada ao peito pelo então Presidente da República, Jorge Sampaio, distinguindo-o com o Grau de Grande-Oficial da Ordem do Mérito (11 de janeiro de 2002). A outra pela Ordem dos Médicos, que lhe concedeu a Medalha de Mérito.
Mas a sua dedicação valeu-lhe mais um galardão: o Prémio Nacional de Oncologia, atribuído pela APIO - Associação Portuguesa de Investigação Oncológica, em Outubro de 1999.
José Cardoso da Silva ocupava, atualmente, as funções de presidente da Assembleia Geral da Santa Casa da Misericórdia de Vila do Conde.

## Morte
Depois de dedicar toda a sua vida profissional à luta contra o cancro, José Cardoso da Silva levou a cabo a sua própria luta, morrendo aos 75 anos, a 6 de Abril de 2012.